# Iuri A. Pobedonoscev
Iuri Aleksandrovich Pobedonoscev (✰ Moscou; 20 de fevereiro de 1907; ✝ Bacu, 08 de outubro de 1973), foi um cientista soviético envolvido no projeto e desenvolvimento de foguetes e tecnologias correlatas. Ele entrou na Universidade Técnica Estatal Bauman de Moscou em 1926. Obteve sua graduação em engenharia no Instituto de Aviação de Moscou em 1930. Trabalhou na TsAGI desde 1925, e no GIRD, desde 1932, e a partir de 1933 no RNII.